# La foresta dei sogni (film)
La foresta dei sogni (The Sea of Trees) è un film del 2015 diretto da Gus Van Sant e scritto da Chris Sparling.
Il film, interpretato da Matthew McConaughey, Ken Watanabe e Naomi Watts, racconta della voglia del protagonista di porre fine alla sua vita, a seguito di un'intensa e tormentata storia d'amore tra due coniugi, e del modo in cui gli spiriti della foresta sotto il Fuji in Giappone lo costringono a tornare sui suoi passi. Il film è stato selezionato per competere per la Palma d'oro al Festival di Cannes 2015.

## Trama
Sono l'amore e il rimorso a condurre Arthur Brennan all'altro capo del mondo, in Giappone, nella foresta fitta e misteriosa di Aokigahara, nota come "la foresta dei sogni", situata alle pendici del Fuji. Un duro e difficile cammino di riflessione e di sopravvivenza che conferma la voglia di vivere di Arthur e gli fa riscoprire l'amore per la moglie scomparsa in un tragico incidente.

## Distribuzione
Il film è stato presentato in anteprima e in concorso il 16 maggio 2015 alla 68ª edizione del Festival di Cannes.
In Italia è stato distribuito da Lucky Red nelle sale cinematografiche dal 28 aprile 2016.

## Riconoscimenti
- 2015 - Festival di Cannes
  - Candidatura alla Palma d'oro